# Davidius qinlingensis
Davidius qinlingensis – gatunek ważki z rodziny gadziogłówkowatych (Gomphidae). Występuje w Chinach; stwierdzony w prowincji Shaanxi.